# Curtis Fuller
Pour les articles homonymes, voir Fuller.
 (août 2022).
Curtis DuBois Fuller (né le 15 décembre 1934 à Détroit et mort le 8 mai 2021, dans la même ville) est un tromboniste de jazz américain.

## Biographie
Les parents de Fuller étaient jamaïcains et sont morts lorsqu'il est jeune. Il est donc éduqué dans un orphelinat. A Détroit il est le camarade d'école de Paul Chambers et Donald Byrd. Il y a aussi connu Tommy Flanagan, Thad Jones et Milt Jackson.
Après son service militaire entre 1953 et 1955 (alors qu'il joue dans un orchestre avec Chambers et les frères Cannonball et Nat Adderley), Fuller rejoint le quintet de Yusef Lateef, également originaire de Détroit. En 1957 le quintet se rend à New York et Fuller enregistre ses premières sessions comme leader pour Prestige Records.
Alfred Lion de Blue Note Records l'a entendu jouer avec Miles Davis à la fin des années 1950 et lui a permis d'enregistrer comme sideman sur des sessions dirigées par Sonny Clark et John Coltrane; sa participation à l'album Blue Train est une référence. Fuller est particulièrement fier d'être le seul tromboniste à avoir enregistré aussi bien avec Coltrane, Powell et Smith, en août et septembre 1957.

## Discographie

### En tant que leader
- 1957: New Trombone (Prestige)
- 1957: Curtis Fuller with Red Garland (New Jazz)
- 1957: Curtis Fuller and Hampton Hawes with French Horns (Status)
- 1957: The Opener (Blue Note)
- 1957: Bone & Bari  (Blue Note)
- 1957: Jazz ...It's Magic! (Regent)
- 1957: Curtis Fuller Volume 3  (Blue Note)
- 1958: Two Bones (Blue Note)
- 1959: Sliding Easy (United Artists)
- 1959: Blues-ette (Savoy)
- 1959: The Curtis Fuller Jazztet (Savoy)
- 1959: Imagination (Savoy)
- 1960: Images of Curtis Fuller (Savoy)
- 1960: Boss of the Soul-Stream Trombone (Warwick)
- 1961: The Magnificent Trombone of Curtis Fuller (Epic)
- 1961: South American Cookin' (Epic)
- 1961: Soul Trombone (Impulse!)
- 1962: Cabin in the Sky (Impulse!)
- 1971: Crankin' (Mainstream)
- 1972: Smokin' (Mainstream)
- 1978: Four on the Outside (Timeless)
- 1978: Fire and Filigree (Bee Hive)
- 1979: Giant Bones '80 (Sonet)
- 1980: Giant Bones at Nice (Ahead)
- 1982: Curtis Fuller Meets Roma Jazz Trio (Timeless)
- 1993: Blues-ette Part II (Savoy)
- 2003: Up Jumped Spring (Delmark)
- 2003: Keep It Simple (Savant)
- 2010: I Will Tell Her
- 2011: The Story of Cathy and Me (Challenge)
- 2012: Down Home

### En tant que sideman
Avec Dave Bailey
- One Foot in the Gutter (Epic, 1960)
- Gettin' Into Somethin' (Epic, 1961)
- Bash! (Jazzline, 1961)

Avec  Art Blakey
- Buhaina's Delight (Blue Note, 1961)
- Mosaic (Blue Note, 1961)
- Caravan (Riverside, 1962)
- Three Blind Mice (Blue Note, 1962)
- Ugetsu (Riverside, 1963)
- Free for All (Blue Note, 1964)
- Kyoto (Riverside, 1964)
- Indestructible (Blue Note, 1964)
- Golden Boy (Colpix, 1964)
- In My Prime Vol. 1 (Timeless, 1977)
- In My Prime Vol. 2 (Timeless, 1977)

Avec Bob Brookmeyer
- Jazz Is a Kick (Mercury, 1960)

Avec Paul Chambers
- 1st Bassman

Avec John Coltrane
- Blue Train

Avec Sonny Clark
- Dial "S" for Sonny
- Sonny's Crib

Avec Lou Donaldson
- Lou Takes Off

Avec Kenny Dorham
- This Is the Moment!

Avec Gil Evans
- Great Jazz Standards

Avec Art Farmer
- Brass Shout (United Artists, 1959)

Avec Dizzy Gillespie
- The Dizzy Gillespie Reunion Big Band (MPS, 1968)

Avec Benny Golson
- The Other Side of Benny Golson (Riverside, 1958)
- Gone with Golson (New Jazz, 1959)
- Groovin' with Golson (New Jazz, 1959)
- Gettin' with It (New Jazz, 1959)
- Meet the Jazztet (Argo, 1960) - avec Art Farmer
- Take a Number from 1 to 10 (Argo, 1961)
- Pop + Jazz = Swing (Audio Fidelity, 1961)
- Voices All (Eastworld, 1982) - avec Art Farmer
- Moment to Moment (Soul Note, 1983) - avec Art Farmer
- Nostalgia (Baystate, 1983) - avec Art Farmer
- Back to the City (Contemporary, 1986) - avec Art Farmer
- Real Time (Contemporary, 1986 [1988]) - avec Art Farmer

Avec Slide Hampton
- World of Trombones (West 54, 1979)

Avec Hampton Hawes
- Baritones and French Horns

Avec Jimmy Heath
- The Thumper (Riverside, 1959)
- Love and Understanding (Muse, 1973)
- The Time and the Place (Landmark, 1974 [1994])

Avec Joe Henderson
- In Pursuit of Blackness
- Mode for Joe

Avec Freddie Hubbard
- The Body & the Soul (Impulse!)

Avec John Jenkins
- Jazz Eyes (Regent, 1957) - avec Donald Byrd

Avec Philly Joe Jones
- Drums Around the World (Riverside, 1959)
- Together! (Atlantic, 1961) - avec Elvin Jones

Avec Quincy Jones
- I Dig Dancers (Mercury, 1960)
- Newport '61

Avec Clifford Jordan
- Cliff Jordan

Avec Yusef Lateef
- Jazz for the Thinker (Savoy, 1957)
- Stable Mates (Savoy, 1957)
- Jazz Mood (Savoy, 1957)
- Before Dawn: The Music of Yusef Lateef (Verve, 1957)

Avec Abbey Lincoln
- It's Magic (Riverside, 1958)

Avec Jackie McLean
- A Long Drink of the Blues
- Makin' the Changes

Avec Blue Mitchell
- Big 6
- Blue Soul

Avec Hank Mobley
- A Caddy for Daddy

Avec Lee Morgan
- City Lights
- Tom Cat

Avec Houston Person
- Blue Odyssey (Prestige, 1968)

Avec Bud Powell
- Bud! The Amazing Bud Powell (Vol. 3)

Avec Paul Quinichette
- On the Sunny Side (Prestige, 1957)

Avec Woody Shaw
- Woody III (Columbia, 1979)
- For Sure! (Columbia, 1979)

Avec Wayne Shorter
- Schizophrenia

Avec Jimmy Smith
- House Party
- The Sermon!

Avec Charles Tolliver
- Music Inc. (Strata-East, 1971)

Avec Stanley Turrentine
- In Memory Of
- Mr. Natural
- The Sugar Man

Avec Cedar Walton
- Eastern Rebellion 3 (Timeless, 1980)
- Eastern Rebellion 4 (Timeless, 1983)
- Cedar's Blues (Red, 1985)

Avec Phil Woods
- Rights of Swing (Candid, 1961)